# Andreas Vollenweider
Andreas Vollenweider (* 4. října 1953 Curych) je švýcarský hudebník. Jeho hudba se žánrově obyčejně zařazuje k world music, jazzu, New Age nebo také ke klasické hudbě.

## Tvorba
Jeho hlavním nástrojem je elektronická harfa, zhotovená podle vlastního návrhu. Dále hraje na mnoha dalších hudebních nástrojích z celého světa, včetně čínského guženg. Jeho skladby jsou velmi rozmanité, většinou je to instrumentální hudba, počínaje jednoduchými sóly a konče suitami pro orchestr a sólové hudebníky. Na jeho albech se již vystřídalo mnoho hudebníků. Někdy také úspěšně zasahuje do tvorby vokální hudby.
Za své čtvrté dlouhohrající album, Down to the Moon (1986), získal cenu Grammy Award.
Mezi jeho spolupracovníky v poslední době patří například Bobby McFerrin, Carly Simon, Djivan Gasparyan, Eliza Gilkyson, sbor Ladysmith Black Mambazo, Carlos Núñez, Ray Anderson nebo Milton Nascimento. Spolupracoval s ním také slavný italský tenorista Luciano Pavarotti. Dvě jeho alba se současně držela více než 11 týdnů v žebříčcích časopisu Billboard v kategoriích klasické hudby, jazzu, pop music a crossoveru.
Umělec je otevřeným pacifistou a stoupencem nenásilného řešení konfliktů podle učení Mahátmy Gándhího. Na svých webových stránkách uvádí (kromě jiných) Gándhího citáty. Také zveřejňoval aktuální počítadlo obětí obou stran konfliktu ve válce v Iráku.